# Uracile
L'uracile (usuellement noté "U") est une base nucléique (base pyrimidique) spécifique à l'ARN. On le trouve dans cet acide nucléique sous forme de nucléoside avec l'uridine et de nucléotide avec l'uridine monophosphate ou uridylate. Alors que dans l'ADN, l'adénine s'apparie avec la thymine (notée "T"), c'est l'uracile qui se lie à l'adénine dans l'ARN, par deux liaisons hydrogène.
Il existe sous 7 formes tautomères dont 2 stéréoisomères (1,3H et 3,5H) et 5 tautomères avec au moins un groupe fonctionnel différent (7,8H, 3,8H, 5,8H, 5,7H et 3,7H : oxo- en hydroxy-).
L'uracile peut servir à des fins thérapeutiques antitumorales : l'hydrogène du carbone 5 du cycle va être remplacé par un élément halogéné (fluor F, chlore Cl, brome Br, iode I).

## Explication évolutive possible d'un remplacement de U par T dans l'ADN

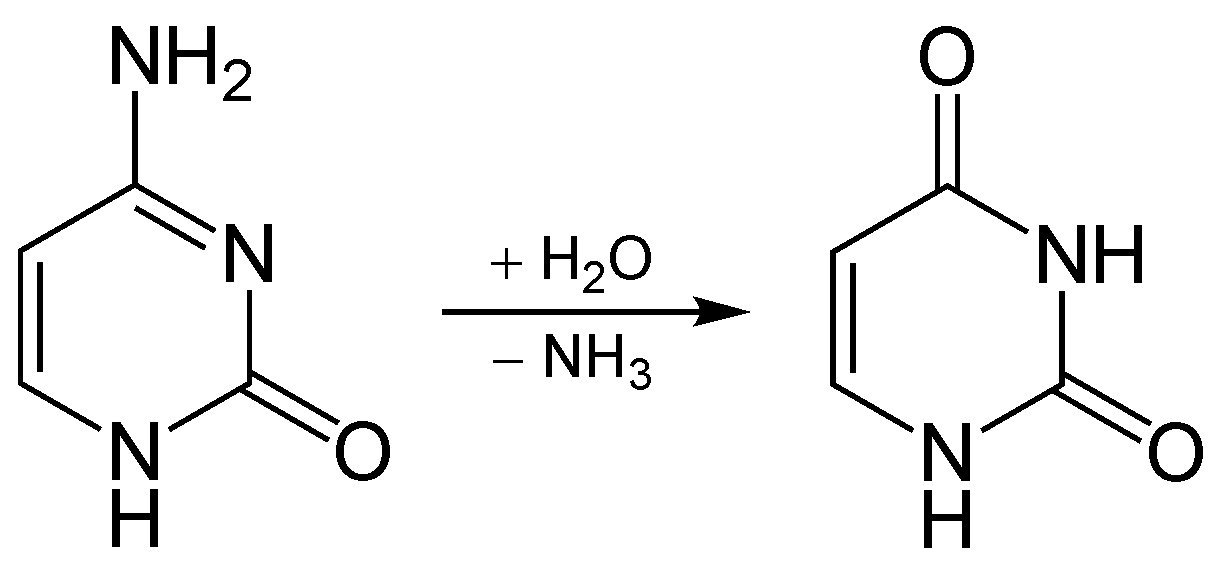
Désamination de cytosine en uracile.

Certains auteurs avancent l'hypothèse que la désamination spontanée de la cytosine en uracile, aisément détectable dans l'ADN (où U n'est pas normalement présent) par la machinerie cellulaire de réparation des mutations, expliquerait l'utilisation de la base T dans l'ADN. L'ARN (notamment l'ARNm), molécule régulièrement renouvelée dans la cellule, ne voit pas sa séquence contrôlée par des systèmes de réparation, d'où une conservation de la base U dans cette molécule. Dans cette hypothèse, la base U est donc ancestrale, la base T dérivée.